# دوره رکود

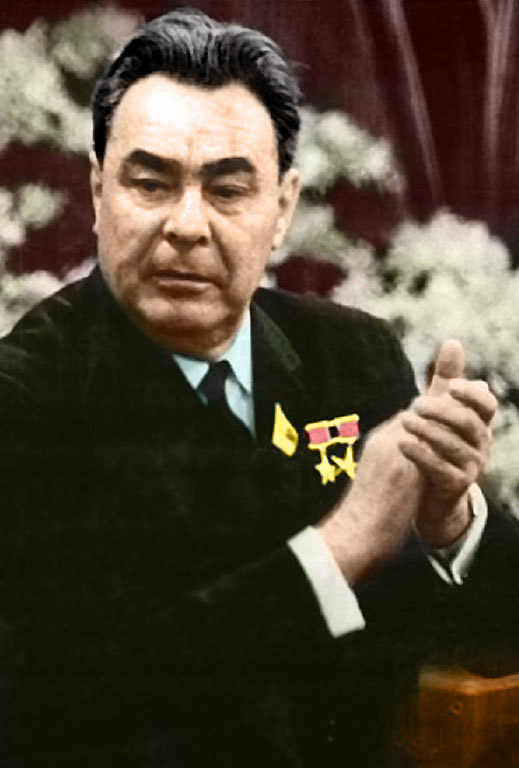
پرتره لئونید برژنف

دوره رکود (به روسی: Период застоя) نامی است که میخائیل گورباچف به دوره رهبری لئونید برژنف، یوری آندروپوف و کنستانتین چرنینکو داد تا سیاست‌های اقتصادی، سیاسی و اجتماعی آن ادوار که آن‌ها را منفی به حساب می‌آورد، توصیف کند.